# Тодор Михайлов
Тодор Михайлов е български юрист, съучредител на Македонския научен институт.

## Биография
Тодор Михайлов е роден на 29 август 1897 година в Битоля, тогава в Османската империя. Завършва право в Софийския университет през 1921 година. 
Участва като делегат от Битолското благотворително братство в обединителния конгрес на Македонската федеративна организация и Съюза на македонските емигрантски организации от януари 1923 година.
През 1923 година е делегат на учредителния конгрес на Македонския научен институт. Към 1943 година продължава да сътрудничи на МНИ и живее в София, вероятно работейки като адвокат.